# 片伯部浩正
片伯部 浩正 （かたかべ ひろまさ、1983年5月31日 - ）は、日本の俳優。元ジャパンアクションエンタープライズ所属。

## 出演

### テレビドラマ
- サラリーマン金太郎 第2シリーズ（2010年1月8日 - 3月12日、テレビ朝日）旭星会ヤクザ（第9・10話）
- run for money 逃走中 日本昔話（2010年6月27日、フジテレビ）兵士
- 最後の晩餐 〜刑事・遠野一行と七人の容疑者〜（2011年5月14日、テレビ朝日）西村吹き替え
- 戦国男子（2011年、U局）不良 役（第4話）
- 特命係長 只野仁ファイナル（2012年、テレビ朝日）男たち
- 梅ちゃん先生（2012年、NHK）乗客
- 市長死す（2012年、フジテレビ）セーフティー
- GARO -VERSUS ROAD-（2020年）スタント

### 特撮テレビドラマ
- 仮面ライダーシリーズ（テレビ朝日）
  - 仮面ライダーディケイド（2009年）
  - 仮面ライダーW（2009年 - 2010年）
  - 仮面ライダーオーズ/OOO（2010年 - 2011年）
  - 仮面ライダーフォーゼ（2011年 - 2012年）
  - 仮面ライダーウィザード（2012年 - 2013年）木崎部下、グール
- スーパー戦隊シリーズ（テレビ朝日）
  - 侍戦隊シンケンジャー（2009年 - 2010年）
  - 天装戦隊ゴセイジャー（2010年 - 2011年）
  - 海賊戦隊ゴーカイジャー（2011年 - 2012年）
  - 特命戦隊ゴーバスターズ（2012年 - 2013年）
  - 獣電戦隊キョウリュウジャー（2013年 - 2014年）

### 映画
- 海賊戦隊ゴーカイジャーVS宇宙刑事ギャバン THE MOVIE（2012年）
- BRAVE HEARTS 海猿 （2012年）ゴムボート要員
- 宇宙刑事ギャバン THE MOVIE（2012年）
- ヌイグルマーZ（2014年）アクションクルー
- スーパーヒーロー大戦GP 仮面ライダー3号（2015年）
- 仮面ライダーシリーズ
  - 劇場版 仮面ライダー×仮面ライダー W&ディケイド MOVIE大戦2010（2009年）
  - 仮面ライダー×仮面ライダー×仮面ライダー THE MOVIE 超・電王トリロジー（2010年）
    - EPISODE RED ゼロのスタートウィンクル
    - EPISODE BLUE 派遣イマジンはNEWトラル
    - EPISODE YELLOW お宝DEエンド・パイレーツ

  - 仮面ライダーW FOREVER AtoZ/運命のガイアメモリ（2010年）
  - 仮面ライダー×仮面ライダー オーズ&ダブル feat.スカル MOVIE大戦CORE（2010年）
  - 劇場版 仮面ライダーオーズ WONDERFUL 将軍と21のコアメダル（2011年）
  - 仮面ライダー×仮面ライダー フォーゼ&オーズ MOVIE大戦MEGA MAX（2011年）
  - 仮面ライダーフォーゼ THE MOVIE みんなで宇宙キターッ!（2012年）
  - 仮面ライダー×仮面ライダー ウィザード&フォーゼ MOVIE大戦アルティメイタム（2012年）
- スーパー戦隊シリーズ
  - 侍戦隊シンケンジャーVSゴーオンジャー 銀幕BANG!!（2010年）
  - 天装戦隊ゴセイジャーVSシンケンジャー エピックon銀幕（2011年）
  - ゴーカイジャー ゴセイジャー スーパー戦隊199ヒーロー大決戦（2011年）
  - 海賊戦隊ゴーカイジャー THE MOVIE 空飛ぶ幽霊船（2011年）
  - 特命戦隊ゴーバスターズ THE MOVIE 東京エネタワーを守れ!（2012年）
  - 特命戦隊ゴーバスターズVS海賊戦隊ゴーカイジャー THE MOVIE（2013年）

### テレビバラエティ
- SASUKE（第29回大会・第30回大会、TBS）

### Vシネマ
- スーパー戦隊シリーズ
  - 帰ってきた侍戦隊シンケンジャー 特別幕（2010年）
  - 帰ってきた天装戦隊ゴセイジャー last epic（2011年）
  - 帰ってきた特命戦隊ゴーバスターズVS動物戦隊ゴーバスターズ（2013年）
  - 忍風戦隊ハリケンジャー 10 YEARS AFTER（2013年）
  - 獣電戦隊キョウリュウジャー でたァ〜ッ! まなつのアームド・オンまつり!!（2013年）
- 仮面ライダーW RETURNS 仮面ライダーエターナル（2011年）

### ネットムービー
- ネット版 仮面ライダーオーズ ALLSTARS 21の主役とコアメダル（2011年）

### 舞台
- イナズマイレブン（2010年9月4日 - 12日）
- 神ノ牙-JINGA- 転生（2019年1月5日 - 14日）
- 舞台「幽☆遊☆白書」（2019年8月28日 - 9月22日）アンサンブル[1]
- 舞台『刀剣乱舞』无伝 夕紅の士 -大坂夏の陣-（2021年4月11日 - 6月27日）アンサンブル[2]
- 舞台「地獄楽」（2023年2月16日 - 26日）アンサンブル[3]
- 大逆転！戦国武将誉賑（2025年9月20日 - 11月24日〈予定〉）[4]

### ヒーローショー
- 天装戦隊ゴセイジャー
  - 「ゴセイナイト降臨！正義のパワー天装！！」
  - 「激突！ゴセイジャーVSダークゴセイジャー」
  - 「護星天使降臨！奇跡のラストターン」
- 海賊戦隊ゴーカイジャー レッドホーク他
  - 「海賊戦隊ゴーカイジャー シアターGロッソに現る！！」
  - 「全速前進！ゴーカイシルバー登場！！」
  - 「海賊パワー炸裂！宝島大決戦！！」
  - 「バスコ現る！空中都市真冬の大激突！！」
  - 「海賊集結！決めるぜファイナルウエーブ」
- 特命戦隊ゴーバスターズ
  - 「特命戦隊ゴーバスターズ　シアターGロッソに現る！」
  - 「緊急出動！　ゴーバスターエース発進！！」
  - 「新戦士登場！　ビート＆スタッグ！！」
  - 「最強海賊現る！　出動せよゴーバスターズ！」
  - 「永遠のキズナ！ゴーバスターズラストミッション！！」
- 獣電戦隊キョウリュウジャー
  - 「獣電戦隊キョウリュウジャー！　シアターGロッソに現る！！」

### イベント
- 京楽 特別先行展示会（2011年）セーフティー